# アザゼル

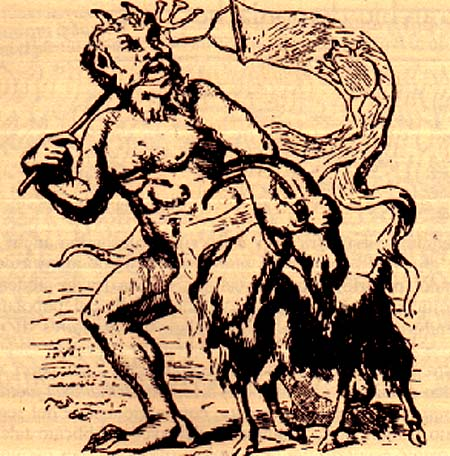
アザゼル（1825年版地獄の辞典の挿絵）

アザゼル (Azazel) は、『旧約聖書』レビ記第16章の贖罪の日の儀式についての記述のなかで言及される名詞である。また、黙示文学やラビ文献にもアザゼルという名の堕天使が登場する。

## レビ記のアザゼル
旧約聖書「レビ記」16章には贖罪日（ヨム・キプル）の儀式の方法が示されているが、そのなかにアザゼルの名がみえる。この箇所では、神はモーセに祭司アロンが至聖所に入る儀式について伝えている。
7番目の月の10日を贖罪の日として祝う時、イスラエルの人々から贖罪のささげものとして2匹の雄山羊を受け取り、これを引いてきてくじを引き、一匹を主のものにし、もう一匹をアザゼルのものにする。ここでアザゼルのものとされた山羊を屠らずに生かしおき、これにて贖いの儀式を行う。こうして民の罪を負わされた山羊は、荒れ野のアザゼルのもとへ放逐される。以上が贖罪日の儀式である。
ヘブライ語のアザゼル (עֲזָאזֵל) は「強い、ごつごつした」を意味するアズ (עז) と「強大」を意味するエル (אל) の合成語で、タルムード釈義では荒野の峻嶮な岩山か断崖を指すとされる。このアザゼルの名は何らかの超自然的存在や魔神、あるいは荒野の悪霊を指すとも解釈される。もとはセム人の羊の群の神であったのが悪霊とされたものという説もある。
なお、70人訳聖書では該当部位に「アザゼル」という単語を使わず、8節の「（主に捧げない方の山羊は）アザゼルのために」、10節の「（山羊を）荒れ野のアザゼルの元へ送り出す」という部分がそれぞれ「送り出されるもののため」、「解き放つため」というように、山羊に対して行う行為内容として翻訳されている。これはギリシャ語に翻訳した70人訳聖書の訳者が、「アザゼル」が何だったのかわからなかったためと考えられている。
英語の scapegoat （初出16世紀）は scape （escape, 逃げる）と goat （山羊）の合成語で、「贖罪の山羊」、あるいは身代わりや犠牲を意味する言葉として用いられる。これは山羊が罪を負わされて荒野に放逐されたという「レビ記」の故事に由来する。日本でも、身代わりに他人の罪を負わされる者、不安や憎悪のはけ口として迫害の標的にされる者をカタカナ語で「スケープゴート」という。

## 堕天使としてのアザゼル
アザゼルまたはアザエル (Azael, Azzael) は『第一エノク書』などの黙示文学やラビ文学において堕天使として登場する。この天使はアシエル (Asiel, Assiel)、アゼル (Azel) とも表記される。『アブラハムの黙示録』では7つの蛇頭、14の顔に6対の翼をもつとされる。

### エノク書
旧約偽典のひとつであるエチオピア語の『第一エノク書』によれば、
- アザゼルは人間の女性と交わる誓いを立ててヘルモン山に集まった200人の天使たちの一人で、その統率者の一人であった（第6章）。
- 200人の天使たちは女性と関係をもち、女たちに医療、呪いなどを教え、女性たちは巨人を産んだ（第7章）。
- アザゼルは人間たちに剣や盾など武具の作り方、金属の加工や眉毛の手入れ、染料についての知識を授けた（第8章）。
- 神の目から見れば、アザゼルのしたことは「地上で不法を教え、天上におこなわれる永遠の秘密を明かした」ことであった（第9章）。
- 神はラファエルにアザゼルを縛って荒野の穴に放り込んで石を置くよう命じた（第10章）。
- エノクは縛られて審判を待つアザゼルを見て声をかける（第13章）。
- 天使の言葉のなかでアザゼルが堕天使の頭目として言及される。第69章では堕天使たちのリストの10番目にその名が挙げられている（第54・55章）。

『エノク書』に記される伝説では、堕天使としてのアザゼルはもともとは神に命ぜられて地上の人間を監視する「見張りの者たち」（エグレーゴロイ）の一人であった。アザゼルら見張りの天使の首長たちは、人間を監視する役割であるはずが、人間の娘の美しさに魅惑され、妻に娶るという禁を犯す。アザゼルらとともに200人ほどの見張りの天使たちが地上に降り、人間の女性と夫婦となった。『第二エノク書』では、この堕天使の一団はスラブ語でグリゴリ（Grigori＝見張り）と呼ばれる。こうした物語は、“「神の子ら」（ベネ・ハ＝エロヒム）が人間の娘と交わった”とする創世記の記述を後世の黙示文学の作者たちが発展させたものと考えられている。

### アザゼルに関する諸説
『エノク書』の伝説においてはアザゼルらグリゴリの行動は人間の文化向上に貢献したが、結局のところ、神の機嫌を損ね、神は地上に大洪水を引き起こし、大虐殺を行った。
アザゼルが堕天使となった経緯についてはいくつか説があるが、そのひとつに、神の創り出した人間アダムに仕えるように命じられるも、「天使が人間などに屈すべきにあらず」と頭を下げなかったという伝説がある。このアザゼルの行いは神を否定するに等しい行為で、結果、天界を追放されたとされる。
アザゼルという名は「神の如き強者」という意味のヘブライ語に由来する。前身は砂漠の神で、カナン人（古代パレスチナの住民）の神アシズ (Asiz) がルーツであると言われる。この神は太陽を激しく燃やすことを使命としたとされる。

## 魔神学におけるアザゼル
フレッド・ゲティングズによると、中世ヨーロッパの鬼神論ではアザゼルは風の元素、アザエルは水の元素にむすびつけられる悪魔である。ネテスハイムのコルネリウス・アグリッパの『隠秘哲学』は、四方を司る精霊の王の別名、あるいはそれに対応する悪魔の四君主としてサマエル、アザゼル、アザエル、マハザエルの名を挙げている。ロバート・フラッドの『普遍医学』と『宇宙の気象学』に基づいて、その対応関係を以下に示す。
| 方角 | 元素 | 天使       | 風の霊     | 悪魔       |
| ---- | ---- | ---------- | ---------- | ---------- |
| 東   | 火   | ミカエル   | オリエンス | サマエル   |
| 南   | 風   | ウリエル   | アマイモン | アザゼル   |
| 西   | 水   | ラファエル | パイモン   | アザエル   |
| 北   | 地   | ガブリエル | エギン     | マハザエル |

コラン・ド・プランシーの『地獄の辞典』によると、アザゼルは山羊番の魔神である。ゲティングズは、通俗的なデモノロジーで悪魔のアザゼルと山羊がむすびつけられるのは「レビ記」のアザゼル（前述）にかこつけたものであろうと指摘している。

## 註
1. ↑  「この時、同じ監視者の指揮官シェムハザの反対意見を聞かずにアザゼルが禁を犯した」と解説する通俗書籍がある (e.g. 真野 1995, 荒木監修 2007)。ただし、『聖書外典偽典4』（教文社）所収の『エチオピア語エノク書』原典和訳の該当部分（第6章175頁）には、シェムハザが禁を犯すことに反対したことを示す記述は見当たらず、『聖書外典偽典3』所収の『スラブ語エノク書』和訳にもそのことを示す記述はない。
2. ↑  オリエンス (Oriens) 〔原書では異綴ウリエンス Uriens〕、アマイモン (Amaymon)、パイモン (Paymon)、エギン (Egin, Egyn)。
3. ↑  Samael (סאמל) 〔原書では異綴サムエル Samuel〕。
4. ↑  Azazel (אזאזל)。
5. ↑  Azael (עזאל)。
6. ↑  Mahazael (מהזל) 〔原書では異綴マハズエル Mahazuel〕。
7. ↑  四大元素の風（ふう、空気）の精霊ではなく、四方位から吹きつける風（かぜ）の精霊。